# ميخينا
ميخينا كدام تسفايت (بالعبرية: מכינה קדם צבאית‏) (ومعناها: "التحضيرية ما قبل العسكرية") (الجمع ميخينوت) هي وحدة مستقلة من المؤسسات التعليمية المتخصصة التي تقدم التعليم غير الرسمي والتدريب ما قبل العسكري في إسرائيل. 
تمولها وتدعمها وزارة التربية والتعليم ووزارة الدفاع، وقوات الدفاع الإسرائيلية.
في عام 2017 هناك 46 ميخينوت مهمتهم الإعداد للخدمة الصادقة في الجيش، وتثقيف قادة المجتمعات المحلية التي يمكن أن تؤثر على المجتمع والدولة. تشمل البرامج التعليمية في الغالب ما يلي: اليهودية والهوية اليهودية، والصهيونية، وتطوير المهارات القيادية، والعمل التطوعي، وعناصر التدريب العسكري. تستمر معظم برامج الميخينا لمدة عام دراسي واحد.